# Artus Gouffier de Boisy

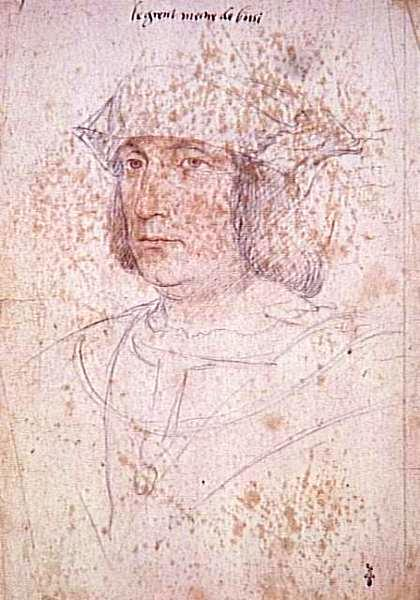
Artus Gouffier de Boisy

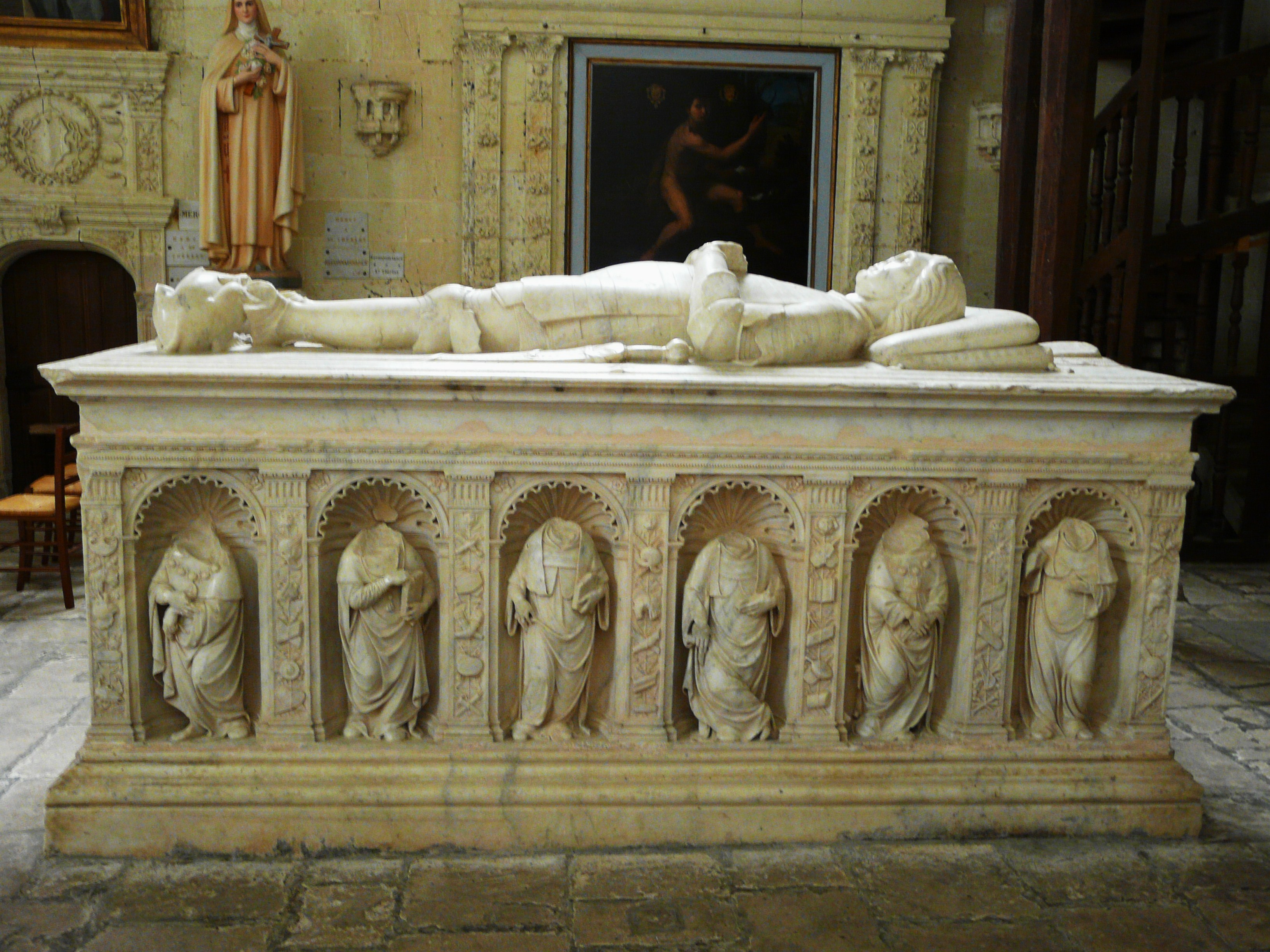
Grabmal in der Kollegiatkirche von Oiron

Artus Gouffier de Boisy (* 6. September 1474 auf Château de Boisy, Pouilly-les-Nonains; † 13. Mai 1519 in Montpellier) war ein französischer Staatsmann. Er war unter anderem grand maître de France (Großmeister von Frankreich). Er spielte eine wichtige Rolle in den Italienischen Kriegen und war als Diplomat am Abschluss des Vertrags von Noyon und damit am Frieden zwischen Frankreich und dem Herzogtum Burgund beteiligt.

## Leben
Er war älteste Sohn von Guillaume Gouffier, Herr von Boisy, und Philippine de Montmorency. Der Vater war Kronbeamter. Einer der Brüder war der Admiral Guillaume Gouffier de Bonnivet.
Der Sohn wurde als Page am Hof Karl VIII. erzogen. Mit diesem machte er den Feldzug nach Neapel mit. Von dem Vater erbte Artus 1495 die Herrschaft Boisy und dessen weitere Besitzungen. Darunter war auch die Grafschaft Maulévrie. Im Jahr 1499 nahm er mit Ludwig XII. an der Eroberung von Mailand teil.
Er heiratete im Jahr 1500 Hélène de Hangest. Durch sie vergrößerte sich sein Besitz. Er war seit 1503 Bailli (Amtmann) von Vermandois. Den Posten gab er 1512 auf, um Bailli von Valois zu werden. Seit 1512 war er königlicher Kammerherr und seit 1514 Schloss- und Stadthauptmann von Chinon.
Er wurde Mentor (Gouverneur) und erster Kammerherr des jungen Franz I. Dieser ernannte ihn 1515 zum Großmeister von Frankreich (grand maître de France). Damit war er Großhofmeister des Königs. Neben den zeremoniellen Funktionen hatte er einen erheblichen politischen Einfluss und war zuständig für die Italien- und Heiratspolitik. Er war hauptverantwortlich für einen Vertrag der künftigen Verheiratung, der noch im Säuglingsalter befindlichen Prinzessin Louise, mit Karl I. von Spanien. Aus dem Ehebündnis wurde nichts, da Louise schon bald darauf starb.
Im Jahr 1515 nahm er unter Franz I. am Krieg in Italien teil. In dieser Zeit war er einer der bedeutendsten Berater des Königs. Er nahm an der Schlacht bei Marignano teil, die zur Eroberung des Gebiets um Mailand führte. Der König dankte ihm mit Anteilen an dem eroberten Gebiet. Darunter war auch Caravaggio, dass Franz I. zur Grafschaft erhob. Andere so erworbene Besitzungen hat Gouffier rasch wieder verkauft. Das Geld hat er in den Erwerb von Besitzungen in Frankreich angelegt. Im Jahr 1515 übertrug ihm die Herzogin von Bourbon ihre Rechte an der Herrschaft Roanne. Im Jahr 1516 wurde er zum Gouverneur der Dauphiné ernannt. Auch übertrug ihm der König weitere Einkünfte, die ihm zusätzlich 4000 Dukaten pro Jahr einbrachten. Er hatte seit 1515 auch die Grafschaft Étampes inne. Als einer der ersten außerhalb der königlichen Familie wurde er kurz vor seinem Tod für die zum Herzogtum erhobene Herrschaft Roanne zum Pair von Frankreich erhoben.
Er war im Dienste der Könige an zahlreichen diplomatischen Missionen beteiligt. Er war 1516 einer der Verhandlungsführer auf französischer Seite beim Vertrag von Noyon. Er war auch 1516 in Cambrai und 1518 bei den Verhandlungen mit Karl I. und Heinrich VIII. von England französischer Verhandlungsführer. Bei weiteren Verhandlungen mit Gesandten Karl I. in Montpellier starb er 1519 überraschend. Die damit gescheiterten Verhandlungen markieren das Ende der französischen Friedenspolitik.
Als reicher Edelmann war er Förderer von Kunst und Literatur. Er begann den Bau des Schloss Oiron im Stil der Renaissance der Schlösser der Loire. Zu seinen Lebzeiten standen erst Teile des linken Flügels. Der Bau wurde von den folgenden Generationen fortgesetzt.